# Jamarska zveza Slovenije
Jamarska zveza Slovenije (JZS) je neprofitna slovenska organizacija, ki povezuje 48 slovenskih jamarskih društev. Temelji na načelih ljubiteljskega jamarstva, prostovoljnosti, nepridobitnosti in javnosti.
Za začetek slovenskega organiziranega jamarstva štejemo jamarsko društvo Anthron iz Postojne. 12. maja 1910 ga je nasledilo Društvo za raziskavanje podzemnih jam. Organizacija je odkrila in raziskala dobrih sto slovenskih jam. Po prvi svetovni vojni je delovanje ponehalo. Kasneje se je osnovala nova organizacija – Društvo za raziskovanje jam (DZRJ). Količino odkritih jam so povečali že na šeststo. Po drugi svetovni vojni je delovanje zopet ponehalo. Nastala je nova organizacija: Društvo za raziskovanje jam Slovenije (DZRJS). Sledilo je napeto obdobje preimenovanj: sprva je iz starega društva nastal Jamarski klub Ljubljana. Kasneje se je društvo preimenovalo v JKLM. Leta 1971 so na občnem zboru v Domžalah sprejeli sklep, ki je določal preimenovanje društva JKLM v Jamarsko zvezo Slovenije.
Pod okriljem Jamarske zveze Slovenije deluje več stalnih strokovnih služb: jamarska reševalna služba, varnostno tehnična služba, izobraževalna služba, kataster jam, služba za varstvo jam, knjižnica zveze, uredništvo revij in strokovno posvetovalno telo.
Trenutno jame raziskuje okoli 4000 jamarjev, ki so skupaj odkrili že nad 14.000 jam.

## Kataster jam
Kataster jam JZS si prizadeva zbrati podatke o vseh odkritih jamah, skupaj z njihovimi imeni, vrsto, dolžino, globino, datumom odkritja, odkriteljem, zapisnikarjem in koordinatami. Zbira tudi popise stanja jam, zapisnike (in ostale dokumente), objave, komentarje in izvedene ekskurzije.
V Katastru jam je zbrana dokumentacija o več kot 14.000 jamah.

## Članice Jamarske zveze Slovenije
Sledeči seznam je seznam vseh članic opisane zveze.
- JD Danilo Remškar Ajdovščina
- ŠD Alter sport
- Krasoslovno društvo Anthron
- DZRJ Bled
- JK Bojan Krivec
- JK Borovnica
- JK Brežice
- JD Carnium Kranj
- Belokranjski JK Črnomelj
- JD Gregor Žiberna Divača
- DZRJ Simon Robič Domžale
- ŠD Explorer
- JD Gorenja vas
- JD Simon Zima Gorje
- ŠD Grmada
- JK Srečko Logar Idrija
- JD Netopir Ilirska Bistrica
- JK Kamnik
- JD Karantanija
- JD Karlovica Dolenja vas
- JD Netopir Kočevje
- JD Dimnice Koper
- KJ Kostanjevica na Krki
- DZRJ Kranj
- JK Kraški krti
- Društvo ljubiteljev Križne jame
- JK Krka
- JD Kraški leopardi
- JK Bakla Letuš
- JD Logatec
- JS PD Medvode
- JK Novo mesto
- DZRJ Luka Čeč Postojna
- JK Črni galeb Prebold
- JD Rakek
- DZRJ Ribnica
- JD Sežana
- Društvo Sirena sub
- DRP Škofja Loka
- JK Temnica
- JK Tirski zmaj
- JS PD Tolmin
- Šaleški JK Podlasica Topolšica
- ŠD Tornado
- JO Slovenskega PD Trst
- Koroško-šaleški JK Speleos-Siga Velenje
- JK Železničar
- KPJ, Klub potapljačev in jamarjev[5]